# Arsenio Chirinos
Arsenio Chirinos Farines (14 de dezembro de 1934 — 13 de outubro de 2015) foi um ciclista de estrada venezuelano.
Nos Jogos Pan-Americanos de 1954, no México, conquistou três medalhas. Em seguida, ele participou de dois Jogos Olímpicos consecutivos, começando em 1956.